# Fatman Scoop
Isaac Freeman III, művésznevén Fatman Scoop (New York, 1968. augusztus 6. – Hamden, Connecticut, 2024. augusztus 30.) Grammy-díjas amerikai rapper, hype man, rádiós műsorvezető. Karakteres, zengően rekedtes hangja által lett híres különféle hip-hop számokban, melyek közt leghíresebb a Missy Elliott-tal közös "Lose Control" és a Mariah Carey-vel közös "It's Like That" volt, mindkettő 2005-ből.

## Pályafutása
Becenevét a nagybátyja adta neki gyerekkorában, ugyanis nagyon szerette a jégkrémet. Bár már korábban is jelentek meg számai, 2003 októberében adta ki első ismertebb dalát, a "Be Faithful"-t, ami az Egyesült Királyságban és Írországban is vezette a slágerlistát, a dán és az ausztrál slágerlistán pedig bekerült a TOP10-be. Jogi szempontból aggályokat vetett fel a dal, ugyanis hangmintákat használt Jay-Z, Black Sheep, Queen Pen, The Beatnuts, és Faith Evans dalaiból. Több előadóval is dolgozott együtt, mint például Lil' Jon, Mariah Carey, Janet Jackson, Whitney Houston, a Scooter, Pitbull és Skrillex.
2004-ben szerepelt a brit Channel 4 "Chancers" című műsorában, amelyben hat brit előadóművészt mentoráltak, hogy szerencsét próbálhassanak az Egyesült Államokban. 2007-ben saját magát alakította a "Kertvárosi gettó" című animében.
Fatman Scoopnak volt egy saját fagylaltozója, és egy párkapcsolatokról szóló podcast műsorvezetője volt.
Kétszer nősült, két gyereke született.

## Halála
2024. augusztus 30-án a Connecticut állambeli Hamden városában lépett fel. Aznap megjelent két dala is, a "Let It Go" és az "Our House". Fellépése közben felment a színpad hátsó részére, majd miután azzal instruálta a közönséget, hogy "if you came to party, make some noise" (ha bulizni jöttetek, csapjatok egy kis zajt), összeesett. Kórházba szállították, de másnap reggelre elhunyt. Halálának okaként hipertóniás szívbetegséget és érelmeszesedést jelöltek meg. Menedzsere szerint a színpadra lépése előtt nagyobb mennyiségű energiaitalt fogyasztott, amit korábban soha nem ivott.

## Diszkográfia

### Válogatáslemezek
- Fatman Scoop's Party Breaks: Volume 1 (2003)
- In the Club (2006)
- Party King (2015, csak Japánban)[8][9]

### Kislemezek
| Cím                                       | Év   | Legjobb slágerlistás helyezés | Legjobb slágerlistás helyezés | Legjobb slágerlistás helyezés | Legjobb slágerlistás helyezés | Legjobb slágerlistás helyezés | Legjobb slágerlistás helyezés | Legjobb slágerlistás helyezés | Legjobb slágerlistás helyezés | Legjobb slágerlistás helyezés | Legjobb slágerlistás helyezés | Elismerések                  |
| Cím                                       | Év   | R&B                           | Rap                           | [ 12 ]                        | (FL)                          | [ 14 ]                        | [ 15 ]                        | [ 16 ]                        | [ 17 ]                        | [ 18 ]                        | [ 19 ]                        | Elismerések                  |
| ----------------------------------------- | ---- | ----------------------------- | ----------------------------- | ----------------------------- | ----------------------------- | ----------------------------- | ----------------------------- | ----------------------------- | ----------------------------- | ----------------------------- | ----------------------------- | ---------------------------- |
| "Where U @?" (km. The Crooklyn Clan)      | 1998 | 77                            | —                             | —                             | —                             | —                             | —                             | —                             | —                             | —                             | —                             |                              |
| "Be Faithful" (km. The Crooklyn Clan)     | 1999 | 92                            | 24                            | 5                             | 11                            | 13                            | 28                            | 1                             | 30                            | 15                            | 1                             | - ARIA: Platina - BPI: Arany |
| "It Takes Scoop" (km. DJ Kool)            | 2000 | 85                            | 12                            | 24                            | 44                            | —                             | —                             | 15                            | —                             | 33                            | 9                             |                              |
| "In the Club"                             | 2004 | —                             | —                             | —                             | —                             | —                             | —                             | —                             | —                             | —                             | —                             |                              |
| "Dance!" (km. Lumidee és Goleo VI)        | 2006 | —                             | —                             | —                             | —                             | 30                            | 5                             | —                             | 70                            | 32                            | —                             |                              |
| "U Sexy Girl" (km. Elephant Man és Jabba) | 2006 | 93                            | —                             | —                             | —                             | —                             | —                             | —                             | —                             | —                             | —                             |                              |
| "Talk 2 Me" (km. Ken)                     | 2007 | —                             | —                             | —                             | —                             | —                             | 89                            | —                             | —                             | —                             | —                             |                              |
| "New Year's Anthem" (km. DJ Class)        | 2009 | —                             | —                             | —                             | —                             | —                             | —                             | —                             | —                             | —                             | —                             |                              |
| "Dance! 2013" (Fatman Scoop vs. Lumidee)  | 2013 | —                             | —                             | —                             | —                             | —                             | 63                            | —                             | —                             | 61                            | —                             |                              |
| "No Popcorn" (km. Tech N9ne)              | 2024 | —                             | —                             | —                             | —                             | —                             | —                             | —                             | —                             | —                             | —                             |                              |
| "Let It Go" (km. Dyce Payso)              | 2024 | —                             | —                             | —                             | —                             | —                             | —                             | —                             | —                             | —                             | —                             |                              |

- 2001: "Drop" (Timbaland & Magoo featuring Fatman Scoop)
- 2005: "Lose Control" (Missy Elliott km. Ciara és Fatman Scoop)
- 2005: "It's Like That"  (Mariah Carey km. Jermaine Dupri és Fatman Scoop)
- 2006: "Take the Lead (Wanna Ride)" (Bone Thugs-n-Harmony és Wisin & Yandel km. Melissa Jiménez és Fatman Scoop)
- 2006: "When I Were a Lad (Many Moons Ago)" (Association of Zoos and Aquariums km.Fatman Scoop)
- 2006: "Let's Ride" (Chingy km. Fatman Scoop)
- 2007: "Behind the Cow" (Scooter km. Fatman Scoop)
- 2007: "Layaway Love" (Notch km. Fatman Scoop)
- 2008: "Turn Around" (The Crooklyn Clan km. Fatman Scoop és Afroman)
- 2008: "Be Faithful" (Welsh Transport Regiment km. Fatman Scoop)
- 2009: "Just a Little Bit" (Claudia Cream km. Fatman Scoop)
- 2009: "Think About Letting Go" (Fedde Le Grand km. Fatman Scoop)
- 2009: "Onslaught 2" (Slaughterhouse km. Fatman Scoop)
- 2009: "Love Is Back" (David Guetta km. Fatman Scoop)
- 2010: "Go Crazy"  (Art Beatz és Ariez Onasis km. Fatman Scoop és Clinton Sparks)
- 2010: "That’s What’s Up" (Frauenarzt und Manny Marc km. Fatman Scoop)
- 2010: "Gettin' Money" (Doesya km. Fatman Scoop)
- 2010: "Stick It to the Man" (B*Witched km. Fatman Scoop)
- 2010: "Please Don't Break My Heart" (Kalomoira km. Fatman Scoop)
- 2010: "New Years Anthem" (The Disco Fries & DJ Class km. Fatman Scoop)
- 2010: "I Wanna Get Drunk" (DJ Felli Fel km. Three 6 Mafia, Lil Jon és Fatman Scoop)
- 2010: "The Situation" (Mike "The Situation" Sorrentino km. The Disco Fries, DJ Class km. Fatman Scoop)
- 2010: "Pop & Drop" (Joosuc km. Fatman Scoop)
- 2011: "Drop It Low" (Kat DeLuna km. Fatman Scoop)
- 2011: "Shake It" (Kat DeLuna km. Fatman Scoop)
- 2011: "Feel the Love" (Marvin Priest km. Fatman Scoop)
- 2011: "Wine De Best" (Orange Hill km. Busy Signal, Fatman Scoop és Kano)
- 2011: "Umutsuz Vaka" (Demet Akalın km. Fatman Scoop)
- 2011: "Rock the Boat" (Bob Sinclar km. Fatman Scoop, Pitbull és Dragonfly)
- 2012: "Raise the Roof"  (Hampenberg és Alexander Brown km. Fatman Scoop, Pitbull és Nabiha)
- 2012: "Bad Girl" (Oun-P km. Remo The Hitmaker és Fatman Scoop)
- 2012: "Tonight I'm Your DJ" (Ida Corr km. Fatman Scoop)
- 2013: "Crash This Party" (Alex Young km. Fatman Scoop)[24]
- 2014: "Recess"  (Skrillex és Kill the Noise km. Fatman Scoop és Michael Angelakos)[25][26]
- 2014: "Here We Go Now!"  (Tropkillaz & SNAVS km. Fatman Scoop)
- 2015: "SQUAD OUT!"  (Skrillex és Jauz km. Fatman Scoop)
- 2015: "Don't Stop the Madness"  (Hardwell és W&W km. Fatman Scoop)
- 2015: "Knocks Me Out" (Franques és Tuna km. Fatman Scoop)
- 2014/2016/2017: "Bass Dunk"  (Charlotte Devaney km. Fatman Scoop és Lady Leshurr
- 2017: "Space Jam" (Makj & Michael Sparks km. Fatman Scoop)
- 2018: "Level Up"  (Ciara km. Missy Elliott és Fatman Scoop)
- 2019: "Wild"  (Vinai km. Fatman Scoop)[27]
- 2019: "Left Right"  (Hardwell, Deorro és Makj km. Fatman Scoop)[28]
- 2020: "Make Some Noise"  (Wolfpack és Mike Bond km. Fatman Scoop)[29]
- 2021: "Stampede"  (Gammer km. Fatman Scoop)[30]
- 2021: "Shining Star" Lil Mo Ft. T-Pain és Fatman Scoop
- 2022: "Pro Freak"  (Smino és Doechii km. Fatman Scoop)[31]
- 2022: "To The Top"  (BIGMOO km. Fatman Scoop & Titus)
- 2023: "NO L's"  (Bizzle km. Miles Minnick és Fatman Scoop)

## Díjak és jelölések

### Díjak
- 2005: Grammy-díj a legjobb rapszám kategóriában - jelölés - ("Lose Control", Missy Elliott & Ciara)
- 2005: Smash Hits Poll Winners Party - Az Év Sztárja - NYERT - (a Smash Hits olvasói szavazták meg)
- 2005: Grammy-díj a legjobb rövid videóért - NYERT - ("Lose Control", Missy Elliott & Ciara)
- 2006: Soul Train Music Award, Legjobb R&B/Soul vagy Rap Dance - NYERT - ("Lose Control", Missy Elliott & Ciara)